# Nuphar lutea
Nuphar lutea là một loài thực vật có hoa trong họ Nymphaeaceae. Loài này được Carl Linnaeus miêu tả khoa học đầu tiên năm 1753 dưới danh pháp Nymphaea lutea. Năm 1809 khi mô tả chi mới Nuphar trong Florae Graecae Prodromus thì James Edward Smith đã chuyển nó sang chi này như là loài điển hình của chi.
Loài bản địa khu vực ôn đới châu Âu, Bắc Phi và Tây Á.